# Julius Judah Bergmann
Dr Julius Judah Bergmann (ur. 30 sierpnia 1874 w Brzeżanach, zm. 22 listopada 1956 w Jerozolimie) – od 1898 rabin w różnych miastach Moraw i Niemiec. Współzałożyciel i przewodniczący Wolnego Żydowskiego Uniwersytetu Ludowego w Berlinie.

## Życiorys
Studiował na Uniwersytecie w Wiedniu. Zdał egzamin rabinacki, a w 1897 uzyskał promocję na Uniwersytecie w Wiedniu. W latach 1898–1899 rabin w m. Loštice koło Ołomuńca na Morawach, potem do 1901 rabin w m. Frýdek na pograniczu Moraw i Śląska Cieszyńskiego, rabin Karlsruhe i rabin Frankfurtu nad Odrą.
W latach 1908/1909 rabin w Berlinie, mieszkał przy Oranienburger Straße 58. Współzałożyciel, docent i przewodniczący powołanego w 1919 Wolnego Żydowskiego Uniwersytetu Ludowego w Berlinie (niem. Freie Jüdische Volkshochschule Berlin). Wieloletni wiceprezydent Stowarzyszenia na rzecz Żydowskiej Historii i Literatury w Berlinie (niem. Verein für Jüdische Geschichte und Literatur in Berlin).
Członek Stowarzyszenia Liberalnych Rabinów Niemiec (niem. Vereinigung der liberalen Rabbiner Deutschlands).

## Publikacje (wybór)
- „Aus den Briefen Abraham Bedersi’s“, MGWJ 42 (1898), S. 507-517.
- „Einige Bemerkungen zu Eusebius’ Onomasticon“, MGWJ 43 (1899), S. 505-513.
- „Zwei talmudische Notizen“, MGWJ 46 (1902), S. 531-533.
- „Urteile, Vorurteile“, AZJ 23.10.1903 (Jg. 67, Nr. 43).
- Jüdische Apologetik im neutestamentlichen Zeitalter, 1908 „Vier Religionsstifter“, Mitteilungen des Verbandes d. jüd. Jugendvereine Deutschlands 01.02.1911.
- „Die stoische Philosophie und die jüdische Frömmigkeit“, FS Cohen, 1912, S. 145-166.